# Cantó de Coulanges-la-Vineuse
El cantó de Coulanges-la-Vineuse és un cantó francès del departament del Yonne, situat al districte d'Auxerre. Té 12 municipis i el cap és Coulanges-la-Vineuse.

## Municipis
- Charentenay
- Coulangeron
- Coulanges-la-Vineuse
- Escamps
- Escolives-Sainte-Camille
- Gy-l'Évêque
- Irancy
- Jussy
- Migé
- Val-de-Mercy
- Vincelles
- Vincelottes

## Història
| Data d'elecció                           | Identitat        | Partit          | Qualitat |
| ---------------------------------------- | ---------------- | --------------- | -------- |
| 1945-1949                                | M. Raffineau     | Divers gauche   |          |
| 1949-1961                                | Théodore Longpré | Divers droite   |          |
| 1961-19..                                | Maurice Villatte | MPR             |          |
| 19..-1992                                | Jean Marie       | RI, després UDF |          |
| 1992-2011                                | Jean-Noël Loury  | UMP             |          |
| 2011-                                    | Yves Vecten      | Sense etiqueta  |          |
| les dades anteriors no són pas conegudes |                  |                 |          |
|                                          |                  |                 |          |

## Demografia
| A partir de 1990: Població sense dobles comptes |